# Jessica Sobrino
Jessica Sobrino Mizrahi, född 26 maj 1994, är en mexikansk konstsimmare. 
Sobrino har tagit ett guld och två silver vid panamerikanska spelen. Hon är en sexfaldig guldmedaljör och tvåfaldig silvermedaljör vid centralamerikanska och karibiska spelen.

## Karriär
Vid centralamerikanska och karibiska spelen 2014 i Veracruz tog Sobrino två guldmedaljer. Vid panamerikanska spelen 2015 i Toronto var hon en del av Mexikos lag som tog silver i lagtävlingen.
Vid centralamerikanska och karibiska spelen 2018 i Barranquilla tog Sobrino totalt tre guldmedaljer. Vid panamerikanska spelen 2019 i Lima var hon en del av Mexikos lag som tog silver i lagtävlingen.
Vid panamerikanska spelen 2023 i Santiago var Sobrino en del av Mexikos lag som tog guld i lagtävlingen. Vid centralamerikanska och karibiska spelen 2023 i San Salvador tog hon ett guld och två silver. Vid olympiska sommarspelen 2024 i Paris var Sobrino en del av Mexikos lag som slutade på sjunde plats i lagtävlingen.